# Kanton Pont-sur-Yonne
Kanton Pont-sur-Yonne is een kanton van het Franse departement Yonne. Het kanton maakt deel uit van het arrondissement Sens. Het heeft een oppervlakte van 110,95 km² en telt 13.938 inwoners in 2018, dat is een dichtheid van 126 inwoners per km².

## Gemeenten
Het kanton Pont-sur-Yonne omvatte tot 2014 de volgende 16 gemeenten:
- Champigny
- Chaumont
- Cuy
- Évry
- Gisy-les-Nobles
- Lixy
- Michery
- Pont-sur-Yonne (hoofdplaats)
- Saint-Agnan
- Saint-Sérotin
- Villeblevin
- Villemanoche
- Villenavotte
- Villeneuve-la-Guyard
- Villeperrot
- Villethierry

Na de herindeling van de kantons bij decreet van 13 februari 2014 met uitwerking op 22 maart 2015 omvat het volgende 10 gemeenten :
- Champigny
- Chaumont
- Courtois-sur-Yonne
- Pont-sur-Yonne
- Saint-Sérotin
- Villeblevin
- Villemanoche
- Villenavotte
- Villeneuve-la-Guyard
- Villeperrot